# Ludlow Griscom
Ludlow Griscom (New York, 17 giugno 1890 – Cambridge, 28 maggio 1959) è stato un ornitologo statunitense, pioniere della ricerca sul campo.
Figlio di Clement Acton Griscom e Genevieve Sprigg Ludlow, fu inizialmente un allievo di Frank Chapman, lavorando poi alle dipendenze di Thomas Barbour presso il Museo di zoologia comparata della Harvard University del quale diventò in seguito il curatore.
Negli anni venti e trenta partecipò a diverse spedizioni per la raccolta di uccelli in America Centrale e Meridionale. Tra le specie che descrisse vi è anche l'ormai estinto Podilymbus gigas. Anche nei viaggi scientifici compiuti all'interno degli Stati Uniti, Griscom mantenne diari di osservazione dettagliati dell'avifauna incontrata; i suoi taccuini sono ora esposti al Peabody Essex Museum.
I suoi studi gli consentirono di stabilire per primo la possibilità, ora non più contestata, di identificare in modo efficace gli uccelli dalle tracce lasciate sul campo senza richiederne la cattura. Gli è attribuita la citazione: "One need not shoot a bird to know what it was" (Non è necessario sparare a un uccello per sapere cos'era).
Griscom andò in pensione da Harvard nel 1955. Nel 1957 gli venne offerta la carica di presidente della American Ornithologists' Union, dalla quale però si dimise quasi subito per motivi di salute, lasciando il posto a Ernst Mayr. È sepolto presso il Mount Auburn Cemetery di Cambridge (Massachusetts).
Il premio Ludlow Griscom per l'eccellenza nei contributi all'ornitologia americana, assegnato dall'American Birding Association in onore dello studioso, rappresenta il massimo riconoscimento relativo a questa disciplina scientifica negli Stati Uniti.

## Opere
- (con Alexander Sprunt, Jr. et al.) Warblers of America; a popular account of the wood warblers as they occur in the Western Hemisphere. New York, Devin-Adair, 1957.
- (introduzione e didascalie descrittive) Audubon's Birds of America. New York, Macmillan, 1950